# Guerra delle arance
La guerra delle arance (portoghese: Guerra das Laranjas; francese: Guerre des Oranges; spagnolo: Guerra de las Naranjas) fu un breve conflitto del 1801 in cui gli spagnoli, istigati dal governo francese e supportati dal suo esercito, invasero il Portogallo. Fu un precursore della Guerra d'indipendenza spagnola e terminò con il trattato di Badajoz, che comportò la perdita del territorio portoghese di Olivenza, che passò alla Spagna. Portò anche alla preparazione di una completa invasione francese della penisola iberica.

## Storia
Nel 1800 il Primo Console Napoleone ed il suo alleato, il ministro spagnolo Manuel Godoy, chiesero al Portogallo, alleato britannico fin dal trattato anglo-portoghese del 1373, di allearsi con la Francia nella guerra contro l'Inghilterra, cedendo alla Francia la maggior parte delle sue basi militari.
Il Portogallo si rifiutò e, nell'aprile 1801, le truppe francesi giunsero nel Paese. Il 20 maggio furono seguiti dagli spagnoli comandati da Manuel Godoy. In una battaglia che si rivelò disastrosa per il Portogallo, Godoy conquistò la città portoghese di Olivença (Olivenza in spagnolo), nei pressi del confine spagnolo. In seguito alla vittoria Godoy raccolse arance nei pressi di Elvas e le inviò alla regina di Spagna con il messaggio che avrebbero proseguito fino a Lisbona. Per questo motivo il conflitto divenne noto come guerra delle arance.
Il 6 giugno 1801, dopo i fatti di Olivença, il Portogallo accettò le imposizioni del trattato di Badajoz. Il 29 settembre 1801 confermò il trattato di Bajadoz e le modifiche apportate, che portarono alla stesura del trattato di Madrid. Poco dopo aver ottenuto asilo politico a Rio de Janeiro, il re portoghese accusò di aver dovuto firmare il trattato di Badajoz sotto minaccia, e lo dichiarò "nullo ed invalido".
Dopo la battaglia di Trafalgar del 1805, in cui la flotta franco-spagnola perse contro l'Inghilterra, il governo portoghese riprese i contatti con gli alleati. Questo portò alla guerra d'indipendenza spagnola, in cui la Francia dichiarò annullata la pace del trattato di Badajoz, invadendo di nuovo il Portogallo tra il 1807 ed il 1810.

## Conseguenze politiche
Dopo le guerre napoleoniche ed il congresso di Vienna, né Spagna né Portogallo restituirono i territori conquistati in America (Missioni Orientali) e nella penisola (Olivenza). Quest'ultima rimase un problema aperto con il governo portoghese.